# Nikolaus van Hoy
Nikolaus van Hoy (geboren als Nicolaas van Hoy 1631 in Antwerpen, Spanische Niederlande; gestorben 25. Juni 1679 in Wien) war ein flämischer Maler, Zeichner und Kupferstecher in Wien.

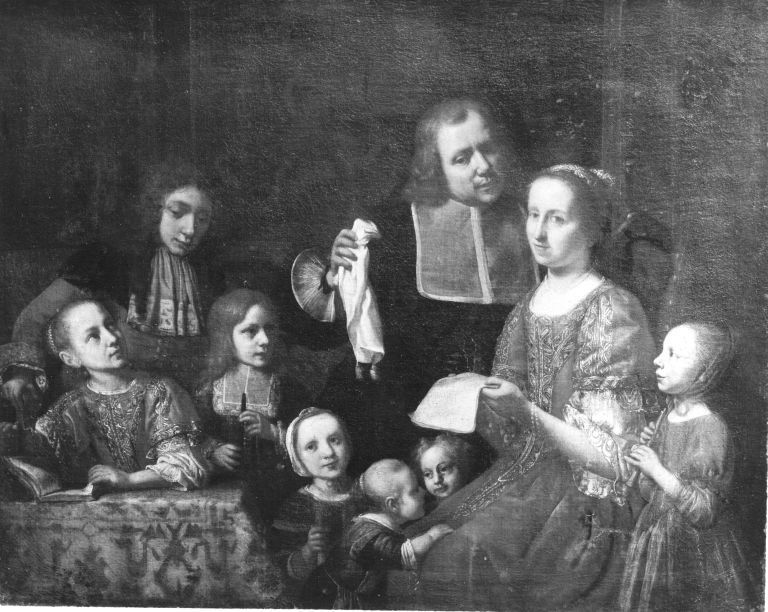
Familie des Künstlers (um 1670)

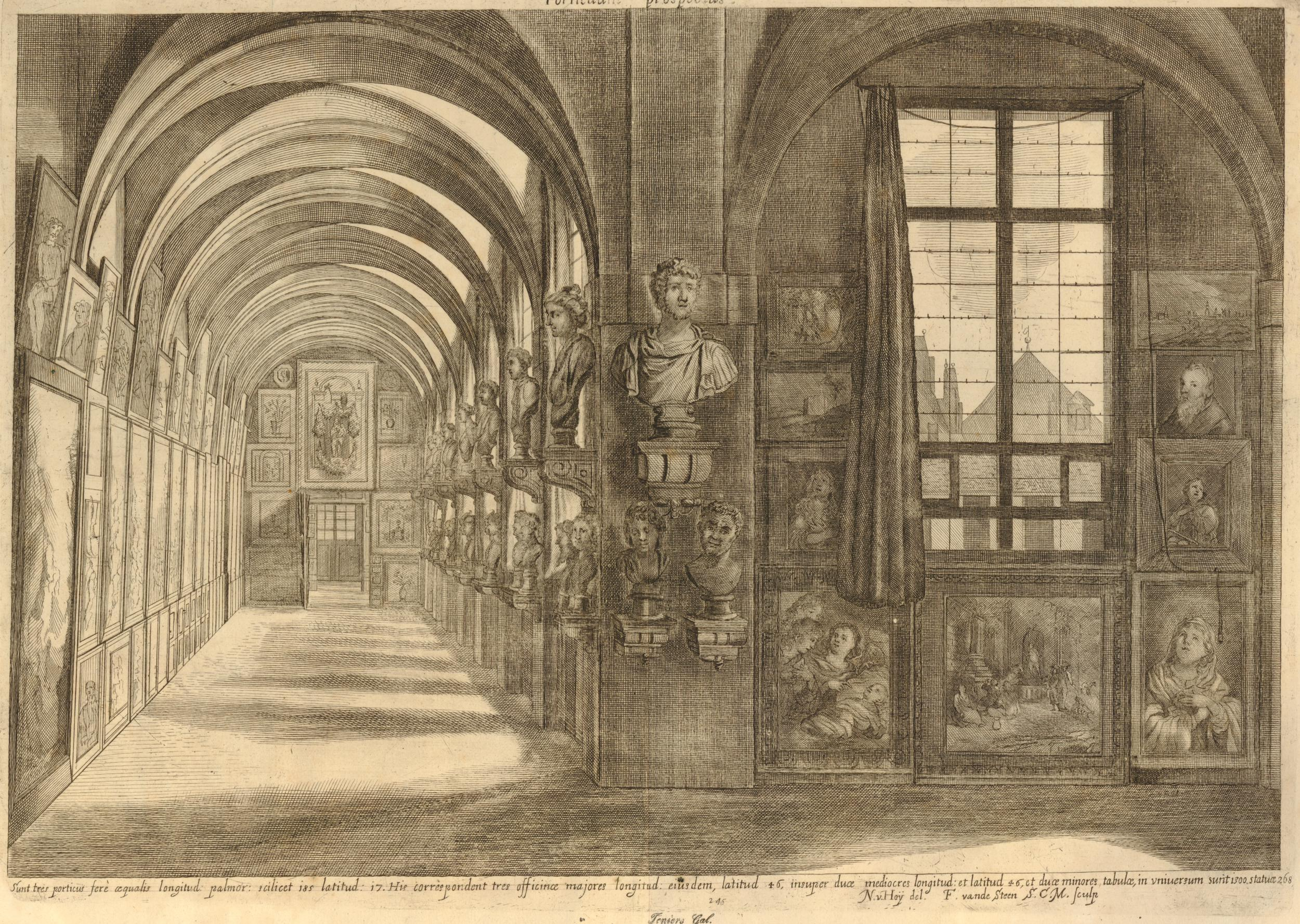
Blick in die Gemäldegalerie von Erzherzog Leopold in Stallburg. In Teniers' Theatrum pictorium

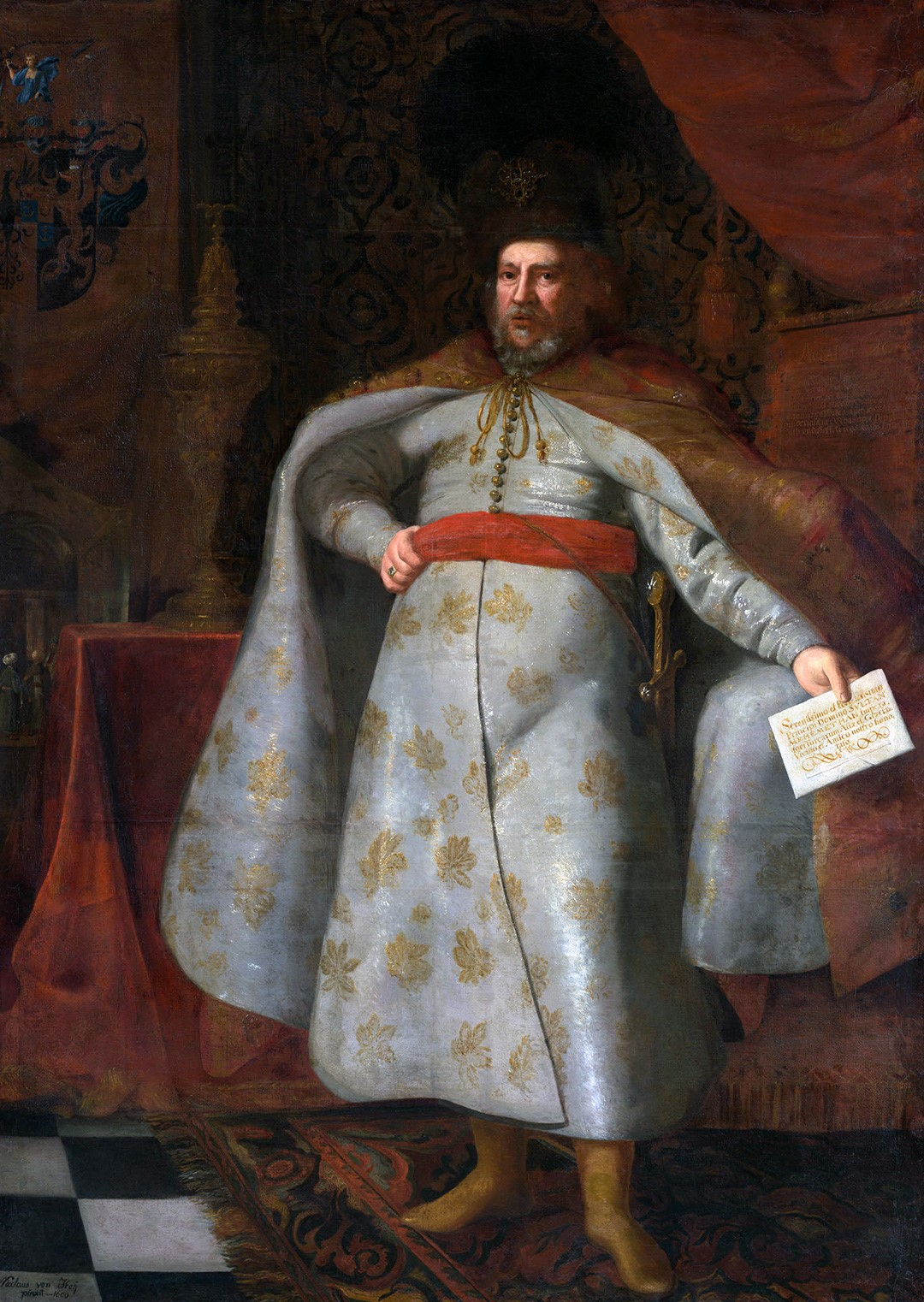
Der österreichische Diplomat Johann Rudolf Schmid von Schwarzenhorn (1660)

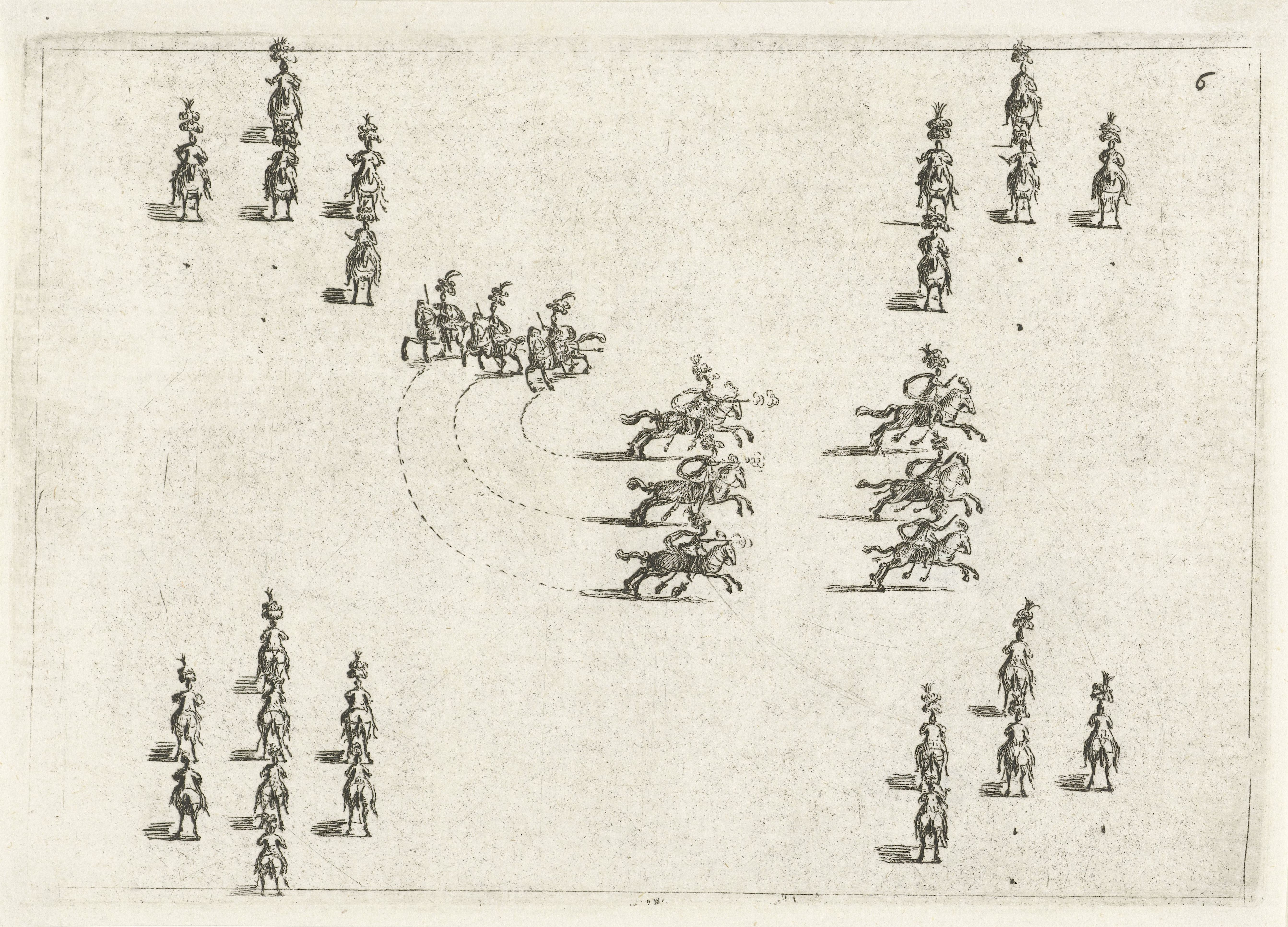
Pferdeballett

## Leben
Nikolaus van Hoy erhielt seine Ausbildung in Antwerpen. Er hielt sich für ein Jahr in Rom und dann in Wien auf und arbeitete zwischen 1647 und 1655 in Brüssel, wo er unter die Fittiche des Statthalters Erzherzog Leopold Wilhelm von Österreich kam. Er folgte diesem nach Wien, möglicherweise zusammen mit dem niederländischen Maler Jan van Ossenbeeck, der wie er in Brüssel an dem Theatrum pictorium von David Teniers mitgearbeitet hatte. Er heiratete 1657 Maria Anna Lehner, Tochter eines Wiener Ratsherrn, sie hatten elf Kinder, sein Sohn Nickolaus Van Hoy der Jüngere (Antwerpen 1660 bis ungefähr 1710 in Wien) wurde ebenfalls Maler in Wien. 1660 wurde van Hoy zum Kammermaler ernannt, um 1667 wurde er Hofmaler von Kaiser Leopold I.
Van Hoy malte für verschiedene Kirchen in Österreich, so 1667/69 drei Bilder für die Karmelitinnenkirche zum hl. Josef in Graz, Kuppelfresken für die Dominikanerkirche in Wien und 14 Bilder für die Kapelle des heiligen Nikolaus von Tolentino in Wien, sowie einen Flügelaltar für die Kapuzinerklosterkirche in Neckarsulm. 
Für das Theaterwerk Il Pelope Geloso nach Giovanni Francesco Marcello malte van Hoy 1660 die Dekorationen. Er lieferte die Zeichnungen für das Druckwerk über den Festzug und das Reiterballett anlässlich der Hochzeit Kaiser Leopolds mit Margarita Teresa von Spanien 1666, das 1667 erschien.